# 로베르트 코렌
로베르트 코렌(슬로베니아어: Robert Koren, 1980년 9월 20일~)은 슬로베니아의 축구 선수, 지도자로 현역 시절 포지션은 중앙 미드필더이다.

## 국가대표팀 경력
2003년에 슬로베니아 대표팀 선수로 처음 발탁되었고 같은 해 4월 키프로스와의 유로 2004 예선 경기를 통해 국제 A매치에 처음 출전했다. 2006년 10월에는 룩셈부르크 대표팀과의 유로 2008 예선 경기에서 첫 A매치 득점을 기록했다.
2010년 코렌은 슬로베니아 대표팀의 주장으로 2010년 FIFA 월드컵에 참가하였다. 특히 코렌은 알제리와의 첫 경기에서 결승골을 넣고 슬로베니아의 역사상 첫 승을 이끌었다. 이에 코렌은 이 경기의 공식 맨 오브 더 매치에 올랐다. 그리고 다음 미국과의 2차전에서 중원에서 좋은 모습을 보여주면서 2-2 무승부를 이끌면서 사상 첫 16강 진출을 눈앞에 뒀지만, 잉글랜드와의 최종전에서 1-0으로 패하면서 16강 진출에 먹구름이 꼈다. 그리고 같은 시각, 미국이 알제리와의 최종전에서 인저리 타임에 랜던 도너번의 극적인 결승골로 1승 2무가 되면서 조 1위로 올라섰고, 슬로베니아는 조 3위로 밀리면서 조별리그에서 탈락했다.

## 수상
- 2010년 FIFA 월드컵 조별리그 맨 오브 더 매치 (vs 알제리)